# Gesundheitssystem
Das Gesundheitssystem bzw. Gesundheitswesen umfasst alle Personen, Organisationen, Einrichtungen, Regelungen und Prozesse, deren Aufgabe die Gesundheitsversorgung, das heißt die Förderung und Erhaltung der Gesundheit sowie deren Sicherung durch Prävention und Behandlung von Krankheiten und Verletzungen, ist. Der Begriff Gesundheitswesen dient der Beschreibung des äußerst komplexen Gesundheitssystems zur Krankenversorgung und Gesunderhaltung, wogegen die Gesundheitswirtschaft als ganze neben der stationären und ambulanten Versorgung Kranker und der Vorbeugung gegen Krankheiten bei Gesunden unter anderem auch die Herstellung von Arzneimitteln und Medizinprodukten, den Gesundheitstourismus, die Wellness- sowie die Fitnessbranche umfasst.

Grün: Länder mit universeller Gesundheitsfürsorge

Der Begriff Sanitätswesen ist für den notfallmedizinischen Dienst und Erste Hilfe, für den militärischen Sektor, im Katastrophen-/Zivilschutz und für diverse öffentliche Aufgaben wie Hygiene üblich.

## Ziele
In wissenschaftlichen Werken wurden folgende Ziele für ein Gesundheitswesen genannt:
- Bedarfsgerechtigkeit (Problem der Beeinflussung der Nachfrage durch die Anbieter)
- Chancengleichheit (Zugang zu Gesundheitsleistungen unabhängig von Einkommen und Status)
- Finanzierbarkeit (Preisbildung und Inanspruchnahme von Leistungen)
- Leistungsfähigkeit (schnelle und wirksame Behandlung)
- Wirtschaftlichkeit (Verhältnis von Kosten und Nutzen)

Im Jahr 2000 legte die Weltgesundheitsorganisation WHO Ziele fest, an denen sie nationale Gesundheitssysteme misst:
- das Eingehen auf Bedürfnisse der Bevölkerung in allgemeineren Fragen wie Würde, Selbstbestimmung, Datenschutz und Kundenorientierung,
- die gerechte Verteilung der finanziellen Lasten sowie
- das Gesundheitsniveau der Bevölkerung.

2001 definierte auch die EU-Kommission Ziele für Gesundheitswesen und Altenpflege:
- langfristige Finanzierbarkeit,
- hohe Qualität und
- Zugang für alle.

Die Frage der Finanzierung ist verbunden mit der Frage, welche Kranke wie schnell welche Behandlung bekommen.
In den Arztpraxen hat das Sparen – speziell bei niedergelassenen Ärzten am Ende eines Quartals, wenn die „Punkte“ der Praxis aufgebraucht sind – längst zu einer heimlichen Rationierung geführt.
Schweden praktiziert ein System, das Kosten-Nutzen-Überlegungen in die ärztlichen Entscheidungen einfließen lässt.

## Beteiligte
Die Beteiligten an einem Gesundheitssystem sind
- die Empfänger von Gesundheitsleistungen (Leistungsempfänger)
- die ambulanten Leistungserbringer: Ärzte, Zahnärzte, Apotheker, Pflegepersonal, Therapeuten. (Der Begriff „Leistungserbringer“ ist ein juristischer Begriff aus dem SGB V, der von den Heilberufsangehörigen als abwertend empfunden wird).[11]
- die stationären Leistungserbringer: Krankenhäuser, Reha-Einrichtungen, Vorsorgekliniken
- die Leistungsfinanzierer: Direktzahler (Selbstzahler), freiwillig Versicherte, gesetzlich versicherte Arbeitnehmer, Arbeitgeber, privat Versicherte
- Leistungszahler: Direktzahler, die Krankenversicherungen, die Gesetzliche Unfallversicherung, Pflegeversicherung und Rentenversicherung, die Kassenärztlichen Vereinigungen, Kassenzahnärztliche Vereinigungen, staatliche Beihilfestellen
- der Staat: seine gesetzgebenden Körperschaften wie Länder und Kommunen und seine Regulierungs- und Überwachungsstellen, wie z. B. Gesundheitsämter
- weitere im Gesundheitswesen tätige Interessensverbände z. B. Patientenverbände, Bundesverbände und Selbsthilfeorganisationen, Berufsverbände
- die Wissenschaft: Medizin, Gesundheitswissenschaften und Gesundheitssystemforschung

## Finanzierungsmodelle
Ein charakteristisches Merkmal eines Gesundheitssystems ist die Art seiner Finanzierung. Es werden grundsätzlich drei Klassen unterschieden:
- Nationaler Gesundheitsdienst: Finanzierung aus Steuermitteln (z. B. Großbritannien, Italien, Irland, Dänemark, Portugal)
- Privatversicherungsmodell: Finanzierung über freiwillige Krankenversicherung (z. B. USA)
- Sozialversicherungsmodell: Finanzierung über gesetzliche Pflichtversicherung (z. B. Deutschland, Frankreich, Benelux).

Hinzu kommt das Holländische Modell, bestehend aus Gesundheitsprämie und einkommensentsprechendem Beitrag.

## Internationale Vergleiche

### Struktur
Bei der Organisation gibt es in den einzelnen Staaten erhebliche Unterschiede. So ist das Gesundheitssystem in Deutschland teilweise staatlich, teilweise privat organisiert. Auf der staatlichen Ebene gibt es eine stark vom Föderalismus geprägte Struktur.

### Gesundheitsausgaben

Anstieg der Kosten im Gesundheitssystem im Zeitraum von 1970 bis 2007 in verschiedenen Ländern (in USD/Kopf der Bev., Quelle: OECD)

Gesundheitskosten in der EU, 2018, aufgeschlüsselt nach Ländern. Quelle: Infrastrukturatlas 2020, Urheber: Appenzeller/Hecher/Sack, Lizenz: CC BY 4.0

Die rechte Tabelle zeigt die Länder mit den höchsten relativen Ausgaben im Gesundheitswesen als Anteil des Bruttoinlandsprodukts bzw. die Länder mit den höchsten absoluten Ausgaben als kaufkraftbereinigte in US-Dollar pro Kopf im Jahr 2016.
Im Durchschnitt der OECD-Mitgliedsländer wachsen die Gesundheitsausgaben stärker als die Wirtschaftskraft. Die Pro-Kopf-Ausgaben stiegen von 1990 bis 2005 um über 80 %, während die Bruttoinlandsprodukte (BIP) pro Kopf nur um 37 % wuchsen. Lagen die Gesundheitsausgaben 1970 durchschnittlich noch bei 5 % des BIP, war der Anteil 1990 auf 7 % angewachsen und stieg bis zum Jahr 2005 weiter auf 9 %. In Deutschland lagen die Gesundheitsausgaben im Jahr 2016 bei 359,00 Milliarden Euro, dies entsprach 11,3 % des BIP.
| Land              | Anteil am Bruttoinlandsprodukt im Jahr 2016 | kaufkraftbereinigte US-Dollar pro Kopf |
| ----------------- | ------------------------------------------- | -------------------------------------- |
| USA               | 17,2 %                                      | 9.892                                  |
| Schweiz           | 12,4 %                                      | 7.919                                  |
| Deutschland       | 11,3 %                                      | 5.551                                  |
| Schweden          | 11,0 %                                      | 5.488                                  |
| Frankreich        | 11,0 %                                      | 4.600                                  |
| Kanada            | 10,6 %                                      | 4.753                                  |
| Niederlande       | 10,5 %                                      | 5.385                                  |
| Österreich        | 10,4 %                                      | 5.227                                  |
| Dänemark          | 10,4 %                                      | 5.205                                  |
| Belgien           | 10,4 %                                      | 4.840                                  |
| Neuseeland        | 9,2 %                                       | 3.590                                  |
| OECD-Durchschnitt | 9,0 %                                       | 4.003                                  |

| Rang | Land           | Rang | Land         |
| ---- | -------------- | ---- | ------------ |
| 1    | Japan          | 11   | Italien      |
| 2    | Schweiz        | 12   | Australien   |
| 3    | Norwegen       | 13   | Belgien      |
| 4    | Schweden       | 14   | Deutschland  |
| 5    | Luxemburg      | 15   | USA          |
| 6    | Frankreich     | 16   | Island       |
| 7    | Kanada         | 17   | Kuba         |
| 8    | Niederlande    | 18   | Polen        |
| 9    | Großbritannien | 132  | China        |
| 10   | Österreich     | 191  | Sierra Leone |

| Rang | Land       | Rang | Land           |
| ---- | ---------- | ---- | -------------- |
| 1    | Frankreich | 16   | Luxemburg      |
| 2    | Italien    | 17   | Niederlande    |
| 3    | San Marino | 18   | Großbritannien |
| 4    | Andorra    | 20   | Schweiz        |
| 5    | Malta      | 25   | Deutschland    |
| 6    | Singapur   | 37   | USA            |
| 7    | Spanien    | 39   | Kuba           |
| 8    | Oman       | 50   | Polen          |
| 9    | Österreich | 144  | China          |
| 10   | Japan      | 191  | Sierra Leone   |

* Erfüllung der WHO-Kriterien verglichen zu den verwendeten Ressourcen

### Qualität
Die Qualität von Gesundheitssystemen zu beurteilen, ist schwierig. So muss beispielsweise ein hoher Anteil an Kranken in der Bevölkerung nicht unbedingt auf eine schlechte medizinische Versorgung hindeuten. Im Gegenteil wird ein Diabetiker in einem Land mit schlechter medizinischer Versorgung bald sterben und damit aus der Krankenstatistik herausfallen. In einem Land mit guter medizinischer Versorgung hingegen kann er noch lange weiterleben, wird in der Statistik aber als Kranker geführt. Ein hoher Anteil kranker Menschen an der Bevölkerung ist allerdings ein Indiz dafür, dass die medizinische Versorgung sich mehr um die Behandlung von Symptomen kümmert als um die Beseitigung der Ursachen. Der Diabetiker erhält beispielsweise Insulin, um mit seiner Erkrankung weiterleben zu können, die konkreten Ursachen der Funktionsstörung werden aber nicht fest- und gegebenenfalls abgestellt. Ähnlich sieht es bei einer Reihe weiterer, im Wesentlichen durch Ernährung und Lebensstil bedingter Erkrankungen aus, die für einen großen Teil der Pflegefälle verantwortlich sind.
Die Weltgesundheitsorganisation hat eine Rangordnung der Gesundheitssysteme ihrer 191 Mitgliedsländer aufgestellt. Verglichen wurde anhand der oben genannten Ziele – Gesundheitsniveau, Bedürfnisorientierung und Finanzierungsgerechtigkeit – auf der Grundlage von Daten aus dem Jahr 1997. Die Studie ergab die Platzierungen in der oben stehenden Tabelle.
Nach einer internationalen Studie unter Leitung der University of Washington hat sich die Gesundheit von 1990 auf 2015 in 167 von 195 Ländern verbessert. Die beste Bewertung von Zugang und Qualität der Gesundheitsversorgung erhielt 2015 Andorra, gefolgt von Island und der Schweiz; Österreich erreichte den 13. und Deutschland den 20. Rang.
Im Deutschen Ärzteblatt wird der Studie allerdings eine zu geringe und unseriös gewählte Datenbasis und eine politische Färbung vorgeworfen. Außerdem wird darin kritisiert, dass sich die Rankings in den einzelnen Kategorien der Studie sehr stark unterscheiden.
Die internationalen Patientensicherheitsziele dienen der weltweiten Qualitätssicherung in der Medizin.

### Einzelne Länder in der EU

#### Deutschland
Nach einer Studie des US-Forschungsinstituts Commonwealth Fund rutschte das deutsche Gesundheitssystem zwischen 2021 und 2024 vom fünften auf den neunten Platz der Rangliste ab. Das deutsche Gesundheitssystem zeichnet sich durch einen umfangreichen Leistungskatalog, geringe Selbstkostenbeteiligungen, eine uneingeschränkte Wahlfreiheit der Patienten in Bezug auf den behandelnden Arzt, geringe Wartezeiten, sowie eine nahezu flächendeckende Versorgung aus. 2017 lagen die Kosten des deutschen Gesundheitssystems bei 11,1 Prozent des Bruttoinlandsproduktes. 823 Krankenhausbetten je 100 000 Einwohner und 4,3 Ärzte je 1 000 Einwohner.

#### Dänemark
2017 lagen die Kosten des dänischen Gesundheitssystems bei gut 10,6 Prozent des Bruttoinlandsproduktes. 269 Krankenhausbetten je 100 000 Einwohner und 3,6 Ärzte je 1000 Einwohner. Für jeden Dänen gibt es im nationalen Gesundheitsportal eine elektronische Patientenakte. Trotz einer Akut-Hotline ist es schwierig, einen Termin bei einem Facharzt zu bekommen. Oft muss sich der Patient mit einer Ferndiagnose zufriedengeben.

#### Österreich
2017 lagen die Kosten des österreichischen Gesundheitssystems bei gut 10,4 Prozent des Bruttoinlandsproduktes. Einerseits ist jeder Österreicher gesetzlich versichert, andererseits gibt es die Möglichkeit für alle, sich zusätzlich privat zu versichern für mehr Dienstleistungen. Da die Arztpraxen überlaufen sind, kommt es zu langen Wartezeiten für Termine.

#### Niederlande
2017 lagen die Kosten des niederländischen Gesundheitssystems bei gut 10,8 Prozent des Bruttoinlandsproduktes. 466 Krankenhausbetten je 100 000 Einwohner und 3,3 Ärzte je 1000 Einwohner.  Zur Eindämmung der Kosten werden eine schnellere Digitalisierung und mehr ambulante Behandlungen angestrebt. Das niederländische Gesundheitssystem zeichnen digitale Rezepte, elektronische Patientenakten, die Spezialisierung von Krankenhäusern und die besondere Funktion der Hausärzte aus. Sogenannte Managed-Care-Systeme ermöglichen es Patienten, sich auf bestimmte Ärzte-Netzwerke festzulegen. Seit 2006 gibt es 40 privatisierte Krankenkassen.

## CO2-Fußabdruck des Gesundheitssystems
Der CO2-Fußabdruck des Gesundheitssystems entspricht weltweit 4,4 Prozent (in Deutschland 5,2 Prozent) der Nettoemissionen (Kohlendioxid Äquivalent). Damit ist er ähnlich groß wie der des Flug- oder Schiffsverkehrs.
Ein Großteil der Emissionen des Gesundheitswesens weltweit (71 %) ist auf die Lieferkette zurückzuführen. Dabei können digitale Technologien, wie Blockchain, zum transparenten Nachverfolgen der Herkunft von Medizinprodukten genutzt werden. Hierdurch kann die Verwendung von umweltfreundlichen Materialien in der Lieferkette gefördert werden. Eine Verbindung von organisationalen Maßnahmen mit technologischen Innovationen hat das Potenzial, die Lieferketten von Gesundheitseinrichtungen grüner zu gestalten und den CO2-Fußabdruck zu reduzieren.